# Engente
Engente ist eine französische Gemeinde mit 28 Einwohnern (Stand: 1. Januar 2022) im Département Aube in der Region Grand Est. Sie gehört zum Arrondissement Bar-sur-Aube und zum Kanton Bar-sur-Aube. 
Sie ist umgeben von folgenden Nachbargemeinden:
| Lévigny, Fresnay |                                             | Maisons-lès-Soulaines |
|                  | Kompassrose, die auf Nachbargemeinden zeigt |                       |
| Arrentières      |                                             | Colombé-la-Fosse      |

## Bevölkerungsentwicklung
| Jahr                       | 1962 | 1968 | 1975 | 1982 | 1990 | 1999 | 2008 | 2017 |
| -------------------------- | ---- | ---- | ---- | ---- | ---- | ---- | ---- | ---- |
| Einwohner                  | 46   | 51   | 51   | 59   | 61   | 46   | 44   | 36   |
| Quellen: Cassini und INSEE |      |      |      |      |      |      |      |      |